# مركز مكافحة الكراهية الرقمية
مركز مكافحة الكراهية الرقمية (بالإنجليزية: Center for Countering Digital Hate)‏ هي منظمة بريطانية غير ربحية؛ لها مكاتب في لندن وواشنطن العاصمة. تقوم بحملات من أجل شركات عمالقة التكنولوجيا؛ لوقف تقديم الخدمات للأفراد الذين يروجون لخطاب الكراهية والمعلومات مضللة، بما في ذلك النازيين الجدد والمدافعين عن مناهضة اللقاحات، وحملات لتقييد المؤسسات الإعلامية مثل ذا ديلي واير The Daily Wire من الإعلان. مركز مكافحة الكراهية الرقمية عضو في تحالف أوقفوا الكراهية من أجل الربح.
وفقًا للسجلات العامة، تأسست المنظمة في عام 2018 في لندن باسم بريكستون إنديفورز ليميتد. وتم تغيير اسمها إلى مركز مكافحة الكراهية الرقمية في أغسطس 2019. وفي عام 2021، تم تسجيل مكتبها الأمريكي باسم منظمة 501(c)(3) في الولايات المتحدة. الرئيس التنفيذي الحالي لـ مركز مكافحة الكراهية الرقمية: هو عمران أحمد.

## الأنشطة
استهدف مركز مكافحة الكراهية الرقمية منصات وسائل التواصل الاجتماعي؛ بسبب ما وصفه بجهود غير كافية من جانبها لمحاربة النازيين الجدد والمدافعين عن مناهضة اللقاحات.

### الحملات

#### حملة ضد غالوي وهوبكنس
في يناير 2020، قام مركز مكافحة الكراهية الرقمية بحملة ضد كاتي هوبكنس، المُعلقة السياسية اليمينية المتطرفة، وجورج غالوي، وهو سياسي ومذيع يساري مخضرم. قامت المذيعة التلفزيونية ريتشل رايلي ومركز مكافحة الكراهية الرقمية بالضغط بشكل مباشر على شركات "عمالقة التكنولوجيا"؛ لإزالة الصحفيين من منصات التواصل الاجتماعي الرئيسية. وفقًا لتقارير إعلامية، عقد رايلي وعمران أحمد "اجتماعًا سريًا" مع موظفي تويتر المقيمين في لندن في يناير 2020، للمطالبة بإزالة هوبكنس وغالوي من منصتهما.
فشلت محاولة مركز مكافحة الكراهية الرقمية لإزالة غالوي من تويتر، لكن تم تعليق حساب هوبكنس لمدة أسبوع في فبراير 2020، وتم إزالته نهائيًا في يوليو 2020.

#### حملة ضد ديفيد آيك
في أبريل 2020، أطلق مركز مكافحة الكراهية الرقمية حملة ضد صاحب نظرية المؤامرة البريطاني ديفيد آيك، الذي اكتسب اهتمامًا إعلاميًا متزايدًا أثناء الإغلاق المرتبط بمرض فيروس كورونا 2019 في المملكة المتحدة. في نوفمبر 2020، قام تويتر بإزالة حساب آيك؛ لانتهاكه قواعد الموقع ضد نشر معلومات مضللة حول جائحة كوفيد-19.

#### أوقفوا تمويل المعلومات المضللة
سُميت الحملة في الأصل أوقفوا تمويل الأخبار الكاذبة، وتطلب من المعلنين التوقف عن وضع الإعلانات على مواقع الويب؛ التي تقول إنها تنشر معلومات مضللة ("أخبار كاذبة").بدأت كحملة شعبية في مارس 2019.
الحملة مستوحاة من نجاح العمالقة النائمون في الولايات المتحدة، والذي أقنع العديد من المعلنين بعدم الإعلان على موقع برايتبارت. وكانت شركات تيد بيكر، وأدوبي، ونادي تشيلسي، وإيباي، ومانشستر يونايتد من بين 40 علامة تجارية وجمعية خيرية؛ أقنعتها الحملة بالتوقف عن الإعلان على ما أسمته بمواقع الإخبار الكاذبة.
في مارس 2019، قامت مؤسسة ماكميلان لدعم مرضى السرطان الخيرية بإزالة إعلان من موقع ذا كناري بعد شكاوى من الحملة ومن آخرين. أكدت الحملة أن ذا كناري روجت لنظريات المؤامرة، ودافعت عن معاداة السامية، ونشرت أخبارًا كاذبة. قالت ذا كناري إن التغييرات في خوارزميات جوجل و فيسبوك وحملة أوقفوا تمويل الأخبار الكاذبة؛ أدت إلى تقليص حجم عملياتها. وقالت إنها "ضد تصرفات الدولة، وليس ضد الشعب اليهودي كمجموعة عرقية"، وأنه "تم تلطيخها باتهامات معاداة السامية من قبل أولئك؛ الذين استخدموا المصطلح كسلاح لتحقيق أهداف سياسية". نائب حزب العمال كريس ويليامسون وصف الحملة ضد ذا كناري بأنها "شريرة".

#### حملات ضد إعلانات جوجل للمؤسسات الإعلامية
أبلغ مركز مكافحة الكراهية الرقمية جوجل أن موقع زيرو هيدج؛ قد نشر ما أسماه "مقالات عنصرية" حول احتجاجات حياة السود مهمة. ونتيجة لذلك، في يونيو 2020، وجدت جوجل أن تعليقات القراء على زيرو هيدج انتهكت سياساتها، وتم حظر زيرو هيدج من منصتها الإعلانية.

#### حملة ضد منكري تغير المناخ
في نوفمبر 2021، حدد تقرير صادر عن مركز مكافحة الكراهية الرقمية "عشرة ناشرين هامشيين" كانوا مسؤولين معًا عن ما يقرب من 70 بالمائة من تفاعلات مستخدمي فيسبوك مع المحتوى؛ الذي يُنكر تغير المناخ. قال فيسبوك إن النسبة مبالغ فيها ووصف الدراسة بأنها مُضللة. الناشرون "العشرة" همبريتبارت نيوز، ذا ويسترن جورنال، نيوزماكس، تاون هول، مركز أبحاث الإعلام، واشنطن تايمز،الفيدرالي، وذا ديلي واير، آر تي، وباتريوت بوست.

#### تيك توك
في ديسمبر 2022، أفاد مركز مكافحة الكراهية الرقمية: أن منصة التواصل الاجتماعي تيك توك روجت لمحتوى إيذاء النفس والحمية الغذائية للمستخدمين.

#### تويتر/إكس كورب
في يونيو 2023، أفاد مركز مكافحة الكراهية الرقمية: أنه بعد استحواذ إيلون ماسك على تويتر، "فشل الموقع في التعامل مع 99٪ من الكراهية التي نشرها مشتركو تويتر الأزرق". ردت شركة إكس كورب، التي خلفت تويتر، على ذلك من خلال رفع دعوى قضائية ضد مركز مكافحة الكراهية الرقمية في 31 يوليو 2023، قائلين إنهم "يزعمون كذبًا أن لديها دعمًا إحصائيًا؛ يُظهر أن المنصة مليئة بالمحتوى الضار".

## التمويل
تم الإبلاغ من قبل بي بي سي عن تلقي مركز مكافحة الكراهية الرقمية في 2020 تمويل من مؤسسة بيرز، صندوق جوزيف راونتري الخيري، وصندوق كادبوري.
في أغسطس 2023، كتب جيم جوردن، رئيس اللجنة القضائية بمجلس النواب الأمريكي، إلى مركز مكافحة الكراهية الرقمية؛ يطلب منه تقديم جميع الوثائق والرسائل بين المركز والسلطة التنفيذية الأمريكية، وشركات وسائل التواصل الاجتماعي، وقائمة الموظفين، والمتعهدين والمنح التي تم استلامها؛ لتحديد ما إذا كانت حكومة الولايات المتحدة "قد قامت بالإكراه والتواطؤ مع الشركات وغيرها من الوسطاء؛ لفرض رقابة على حرية التعبير". رداً على مراسليصحيفة واشنطن بوست، نفى مركز مكافحة الكراهية الرقمية تلقي أي أموال من حكومة الولايات المتحدة وقدم وثائق قال إنها تُظهر نهجه الحزبي.
في سبتمبر 2023، ذكرت واشنطن إكزامينر أن مركز مكافحة الكراهية الرقمية؛ كان لديه العديد من أعضاء مجلس الإدارة؛ الذين كانوا إما سياسيين أو مسؤولين بريطانيين أو موظفين حكوميين.

## روابط خارجية
- الموقع الرسمي